# 超重神グラヴィオン
『超重神グラヴィオン』（ちょうじゅうしんグラヴィオン）は、2002年10月7日から同年の12月16日まで、フジテレビの毎週月曜 26:10 - 26:40に放送された、日本のテレビアニメである。全13話。GONZOによって制作されたロボットアニメである。
2004年1月からは続編の『超重神グラヴィオンZwei』（ちょうじゅうしんグラヴィオンツヴァイ）が、UHFアニメとして放送された。全12話。
本項では両作品の内容を合わせて解説する。

## ストーリー
西暦2041年。突如現れた、正体不明の敵「ゼラバイア」が地球に迫っていた。ゼラバイアの地球侵攻を予見し、密かに対準備を進めていた謎の大富豪、クライン・サンドマンは武装戦隊「アース・ガルツ」を率いて、ゼラバイアに立ち向かう。アースガルツが所有する人型メカ「グランカイザー」に4台の戦闘機「グランディーヴァ」が合体することで巨大ロボット「ゴッドグラヴィオン」が誕生する。ゴッドグラヴィオンは、その強大な力でゼラバイアを撃退する。

## 登場人物

### グランナイツ
天空侍 斗牙（）
声 - 福山潤、千葉紗子（少年期）
17歳。グランカイザーのパイロット。身長173cm。
本作の主人公。赤ん坊の頃、両親を事故でなくしサンドマンの管理下にあった孤児院に預けられていた（後述するフェイとは同じ孤児院で育った幼馴染）。G因子が先天的に極めて強い。ゴッドグラヴィオン、アルティメットグラヴィオンは彼の「エルゴフォーム」の掛け声により合神を果たす。
幼い頃、サンドマンに孤児院から引き取られ、グランカイザーのパイロットとなるべく訓練に明け暮れていた。以降、城から出たことがなかったため大変な世間知らず。多数のメイドたちにお世話されるサンジェルマン城の生活を当たり前と考えており、羞恥心に乏しい。女性ばかりに囲まれて育ったため、エイジと出会うまでは同年代の少年とは会ったことすらなかった。かなりの天然ボケで、悪気なく地雷を踏んだり、冗談を鵜呑みにしてしまうことなども多い。エイジとは一緒に城を抜け出して遊ぶなどしてよく行動を共にし、篤い友情を築いていった。エピローグでは結婚の意味をよく判らないが故にエイジに「結婚しよう」と申し出、周囲を騒然とさせた。また、琉菜とは幼少期に会ったことがあるが、琉菜の方はそのことをずっと気にかけていた一方で、当の本人は覚えていない。
エイジのように自発的に行動することは少なく物語の中心となる場面も少ない。逆にゼラバイアとの戦闘は斗牙を中心に展開される。
二重人格めいたところがあり、普段はとても温厚で柔和かつ人当たりの良い性格だが、戦闘時は別人のように冷徹な戦闘マシンとなり、性格や言動も大きく変化する。これは対等な人間関係を形成できる環境にない状況で、偏った教育を施したことが原因である（グランカイザーのパイロットを務めるために必要なことだったとされるが、レイヴンからも「少々効果があり過ぎたのではないか」と苦言を呈されている）。その性格の変化に対し斗牙本人はほとんど自覚が無く、第1期終盤に仲間の犠牲さえ躊躇せず敵を倒そうとしたために、エイジに激しく責め立てられ、彼がグランナイツを一時離脱したことがきっかけで初めて自分の欠点に気付き、以降は改善しようと努めるようになる。その甲斐があり、戦闘中でも徐々に本来の性格を保てるようになっていった。
彼のモチーフは童話『ピノッキオの冒険』に登場するピノッキオであり、それゆえ物語では彼が人間になるまでの過程も描かれている。リィルに親切心からある事実を話してしまい、結果リィルを一時昏睡状態にしてしまう。「人の痛みが判らない」という自分の致命的な欠点を再認識して精神的に不安定になっている中、その後の戦闘でさらにエィナを失ったショックから一時逃亡。その際にフェイからグラントルーパー隊へスカウトされ、自暴自棄気味に誘いを受けようとしたがエイジとの殴り合いを経て思い止まり、グランナイツに復帰。最終決戦に際して幼い頃のサンドマンとの約束を思い出し、地球を守る「牙」となることを見出す。グランカイザーの力を100%引き出すことが可能な操縦技術はもとより、戦術面では的確に指示を出す。また、生身での戦闘能力もかなり高い。グランカイザー（グラヴィオン）の操縦方法のせいか、戦闘中は拳を突き出したりするなど動きが極めて多い。
好きな飲み物は、エイジと一緒に城から抜け出した際に知ったコーラで、後にリィルにも勧めたりしている。戦闘時のコスチュームは紫色。
大張によれば、当初名前は「闘牙」で、ギャップを出したかったと語っている。

紅 エイジ（）
声 - 鈴村健一
17歳。GアタッカーおよびGeoミラージュのパイロット。身長178cm。
本作のもう一人の主人公。高校生。両親を早くに亡くし、親代わりで唯一の肉親である行方不明の姉、アヤカを捜していた。サンジェルマン城に侵入した時にゼラバイアが襲来、成り行きでグランナイツの一員となる。斗牙とは対照的に自発的に行動することが多く、物語の中心に立つ場面も多い。作中ではGアタッカー、Geoミラージュの他にも一時的にグランカイザー、Gドリラー、ソルΣグラヴィオンと多数の機体を操縦している。多くの展開がエイジの主観視点によって進むが、後述のように普段の戦闘では活躍する場面はやや少ない。
正義感が強く、直情的な熱血漢。行動力とバイタリティに溢れているが、そのために馬鹿をしでかしては琉菜やミヅキに鉄拳制裁を受けることもしばしば。アヤカを捜すため、隙を見つけては謎と秘密の多いサンジェルマン城を探索している。極度の負けず嫌いで、斗牙への対抗心から訓練を繰り返したり、一時期抱いていた「グラヴィオンの足に過ぎない」と言う劣等感からグランカイザーに乗り込んでゼラバイアを撃退（身体的な負担が大きく戦闘後は消耗してボロボロになる）したり、『Zwei』第1話では脱衣ポンジャンで大負けして残りのグランナイツともどもメイド修行させられている。サンジェルマン城では貴重な男手として力仕事に駆り出されることも多い。
斗牙にとっては対等に接し、間違いも叱ってくれる初めての相手であり、親友として強い絆で結ばれている。エイジとの出会いが斗牙の人間的な成長のきっかけとなっており、他のグランナイツたちやアースガルツのメンバーにも多分に影響を与えている。三人のちびメイドには非常に好かれており、良い兄貴分として相手をしている。事実上の休学状態にある高校でも人気者で友人は多い。幼馴染みで同級生のユミから好意を寄せられている。小説版によれば、エイジ自身は自らをグランナイツを兄弟として仮定した場合の長男であると定義付けている。戦闘時は赤を基調としたコスチューム。
作中において斗牙に匹敵するパイロットとして成長を遂げていく。前期はあくまで可能性を示唆するに留まっており、Gアタッカーでもゴッドグラヴィオンでも専用装備は牽制攻撃のグラヴィトンミサイルだけ。後期ではソルΣグラヴィオンに搭乗しゴッドグラヴィオンとタッグを組んだこともある。ソルグランディーヴァの中心となるGeoミラージュへの搭乗を望まれたのも、グランカイザーのコアである斗牙の強い信頼を得ているためである。ソルグラヴィオンは彼の「エルゴフォーム」の掛け声により合神を果たす。後期『Zwei』の主題歌「紅の牙」は、彼と斗牙をイメージして作られた曲となっている。
大張によれば、名字は『超人学園ゴウカイザー』の紫紅京介から、エイジはエッジからとのこと。

城 琉菜（）
声 - 池澤春菜
16歳。GドリラーおよびGeoジャベリンのパイロット。身長156cm。
本作のヒロイン。沖縄県出身。元々は普通の学生だったが、G因子の保持者であったためサンドマンにサンジェルマン城に呼ばれ、グランナイツの一員となる。目が大きく赤毛のツインテールが特徴。
明朗快活且つ優しい性格ではあるが、少し乱暴なところもあり、馬鹿をしでかすエイジに鉄拳制裁を加えるのが役目。リィルの良き親友で、彼女の心に大きく影響を与えている。幼い頃に出会っていた斗牙に想いを寄せるものの、積極的になれずにいる。『ツヴァイ』前半にて、エイジとリィルの存在が斗牙に大きな影響を与えた一方で自分では斗牙を変えられなかったことを悟り、その胸には複雑な想いが去来した。最終決戦時には、リィルが自分が届かなかった斗牙の隣に立ち、斗牙と同じものを見ていることに気付き、身を引いた。エイジとは喧嘩友達で一緒にいることが多く「ドリル女」と揶揄されている（琉菜の帰省を中心にした第7話は「渚のドリル少女」）。
クッキーからはエイジに気があると誤解されているが、琉菜自身エイジに対してもまんざらではない節があり、小説版では、自分がEFAに囚われた際にエイジが来てくれると信じていたり、エイジ本人が本当に助けに来てくれた際に抱きつくなどの展開があった。エピローグにおけるサンドマンとアヤカの結婚式の際にも、エイジと結婚するのかと仄めかしたクッキーに対し、二人そろって必死に否定しながらも赤面している。
なお、母親は病死しており、父親はサンドマンの下で尽力していた先代のレイヴンである。地球襲来前のゼラバイア探索に向かい命を落としたことで、レイヴンの役割はエイジの姉であるアヤカが引き継ぐこととなった。
戦闘時は膝や胸元を露出したハイレグレオタードのピンク色のコスチュームを着用している。

ミヅキ・立花（）
声 - 浅川悠
22歳。GストライカーおよびGeoスティンガーのパイロット。身長178cm。
グランナイツのメンバーの中では最年長者であり、Gストライカーの操縦のみならず、生身での白兵戦もこなす戦闘のプロ。エイジの姉、アヤカとは親友同士。「大人の女」を自称するように色気を振りまく言動や仕草を取ることが多く、一見男性を誘惑するのが好きな女性に見えるが実際は簡単になびく男は嫌いらしい。怒らせると怖く、琉菜以上に乱暴な一面を見せることも。軍人としての能力は高い様子。
実は地球統合政府軍EFA（イーファ）の情報部に所属する軍人であり階級は中尉（少尉）。そのため後述するフェイとも顔なじみだった、その目的はEFAのため、グランナイツの内部偵察とグラヴィオンの設計データを取得すること(その結果グラントルーパーが完成した)である。その後任務を果たしてEFAに戻り引退状態だったが、アヤカやグランナイツへの未練からエイジや斗牙と共に琉菜を奪還し、グランナイツに復帰する。レイヴンの正体には最終決戦前に気付いていた模様。なお、前述のGナイツを兄弟とした場合ではエイジより年上の長女とされるが、ミヅキ自身は「長女はいつかお嫁に行ってしまう(近いうちにこの城を去る)」と語っており、自身がスパイであることを暗示していた。
酒癖はかなり悪く、酔うと周りの人間ばかりか動物であるロロットにまで絡み、『ツヴァイ』第二話ではその酒癖から騒動の発端になってしまった。爆乳で胸を強調した露出の高いコスチュームを普段から身につけ胸が露出して胸の先端が丸見え状態でも卓球に興じるなど、浴衣でさえも彼女独自の斬新な着方をしている。
ゼラバイアがグラヴィオン内部にまで侵入してきた際は触手にパイロットスーツの胸部を破かれてしまう。上手く避けられたことが幸いし胸に傷を負うことはなかったが胸の先端が露出したままの状態で戦闘続行せざるをえないなどの苦境も経験している。　
西暦20XX年の近未来には彼女を彷彿とさせる人物が登場しているが別人とされている。一方で言動は非常に似ており各地で周囲に色気を振りまいているなど共通点も存在する。

エィナ
声 - 中原麻衣
外見年齢16歳。Gドリラーのパイロット。眼鏡をかけたメイド。154cm。
ドジで失敗も多いが何事にも一生懸命に取り組む性格。サンジェルマン城のメイド長でもある。気弱で泣き言を言う場面が多く、ゴッドグラヴィオンの合神時にもただ一人慌てている。斗牙が幼い頃から見守り母親としての役割と果たしてきたため、彼から並々ならぬ信頼を寄せられている。また、彼女も斗牙のためには命すら投げ出すことも厭わない。グランディーヴァ各機を「この子」と形容する特徴がある。
その正体は人造人間プロトディーヴァのコピーのボディである。容姿は何十年も変わっていない様子。眼鏡をかけているのは、アンドロイドの目を斗牙に見られないようにしているためである。『ツヴァイ』中盤、ゼラバイアにグランカイザーごと取り込まれた斗牙を救うためにプロトディーヴァモードを起動し、ライトドリラーで特攻を仕掛けて死亡する。しかし同時に記憶データが全て月のエィナツヴァイへと転送された。
戦闘時はフリルのついた淡いピンクのコスチュームを着用している。
大張りによれば、当初の名前は「エナ」だったが、「言いにくい」という理由から「エィナ」に変更された。

エィナツヴァイ
声 - 中原麻衣
外見年齢16歳。Geoジャベリンのパイロット。サンドマンによって作られた人造人間プロトディーヴァであり、エィナの本体である。製造年数は50年。生み出されて以来、月においてソルΣグラヴィオンの中で眠っていた。コピーのエイナの死と同時に初めて覚醒し、ゴッドグラヴィオン中破の際のサンドマンの召喚に応じてソルΣグラヴィオンと共に降臨した。コピーの記憶データは、消滅する瞬間に全て受け継いでいるため、人格的にはコピーと同一人物である。一方、性格はコピーよりも前向きで明るく、気弱でドジな面も殆ど見受けられない。ミヅキからも「なんかキャラ変わってる」と言われている。髪の色が緑からピンクになっている他、眼鏡は掛けていない。戦闘時にはハイレグレオタードタイプのコスチュームを装着する。"グランナイツを守る女神"の彼女が持つ愛の力が、グラヴィオンに無限のエネルギーを循環させる核となり、重力子臨界等の問題を全て解消するに至った。エピローグではコピー時代同様にメイド姿になり、眼鏡も掛けている。『ツヴァイ』11話と最終話のみ、オープニングアニメのエィナのポジションにエィナツヴァイが据えられている。
なお、本編では一貫してエィナと呼ばれており、エィナツヴァイという名称はムック本『超重神グラヴィオン グラヴィトンアートワークス』（新紀元社）の設定資料により判明したもの。

リィル・ゼラバイア
声 - 桑島法子
14歳。GシャドゥおよびGeoキャリバーのパイロット。152cm。
本作のもう一人のヒロイン。第一期当初はアニメ雑誌などで「謎の少女」と紹介され、戦闘には参加するものの、正体は不明であった。サンドマンによって、サンジェルマン城の南の塔に密かに保護されていたが、斗牙とエイジに見つかったのを機に、グランナイツのメンバーやメイド達にその存在が明らかとなる。
両親を失ったとされる事件の断片的な記憶以外の記憶を失っており、「おじさま」と呼んで慕うサンドマン以外には心を閉ざしていた。琉菜に握手を求められた際にも拒否して逃げ出す程であったが、琉菜の優しさやエイジの明るさに触れ、少しずつ周囲に心を開いていく。特に斗牙と琉菜とは後に呼び捨てにするほど打ち解け、エイジのことは兄のように思っている。当初はその断片的な記憶の影響で青い炎に対してのトラウマを抱えていたが、琉菜を始めとする仲間の支えで克服した。『ツヴァイ』の頃には随分表情も豊かになり、ギャグシーンでデフォルメ調の顔になったこともある。Gナイツを兄弟として見た場合に最も末妹となるのが彼女であり、小説版ではそのことに暖かさを感じつつも、サンドマンやエイジを初め、城の皆が自分に気を使っていることに申し訳なさを感じていた。その中で、自分を庇護するだけではなく常に対等の立場で接した斗牙に対しては、心を許し気の置けない間柄となった。
穏和で物静かではあるが、芯は強い。いつもロロットという名前のフェレットを連れて歩いている。紹介される以前に、脱走したロロットを探して夜の城を歩き回っていたこともあり、一時はメイド達に幽霊と思われていた。
戦闘時にほとんどの女性パイロットが露出の多いコスチュームを身につける中、リィルは青を基調とした全身タイプのスーツで肌の露出は一切ない。
その正体はサンドマンとヒューギ・ゼラバイアの妹ルフィーラの娘である。惑星ランビアス時代の育ての親はヒューギであり、娘が生まれていたことはサンドマンは知らなかった。ランビアスとセリアスが滅亡した後は脱出艇のワープの失敗によって眠ったまま数千年を過ごし（レイヴンとサンドマンは「時を超えた」と形容した）、現代の地球に流れ着いた所をサンドマンに保護された。ゼラバイアの記憶を覗いたことで「リィル・ゼラバイア」と言う本名を思い出し、精神的に不安定になっている最中に斗牙から自身の正体を知らされ、精神的ショックにより一度は昏睡状態に陥る。しかし再び集った仲間達の暖かさに触れて目覚め、伯父と戦う運命を受け入れていく。以降はサンドマンのことも「お父様」と呼ぶようになった。

### サンジェルマン城の住人
クライン・サンドマン
声 - 速水奨
年齢不詳（外見は設定上30代後半）。メイドの居る城「サンジェルマン城」に住んでいる謎の大富豪。188cm。
独特の美学を持ち、キザで持って回ったセリフ回しが特徴。独特のポーズと共に「グランナイツの諸君、合神せよ!」と指示を出す。緑色の宝石がはまったステッキを所持しており、この宝石が超重剣の起動キーとなっている。
本名ジーク・エリクマイヤー。武装戦隊アースガルツの司令官である。司令官としては非常に優秀で、戦闘時にはグランナイツに冷静かつ適切な指示を出し、戦況に応じて新装備を提供している。また、何事もそつなく優雅にこなし、暴漢相手にも華麗に一蹴してしまう完璧振りを見せており、メイド達からは全面的な好意と信頼を受けている。一方、エイジの友人達を快く城に招き入れたり、海水浴や温泉旅行などのレクリエーションを企画すると言った気さくな一面も持つ。更には「一度言ってみたかった」と言ってグラヴィオンの合体にあわせて叫んだり、応援と称してメイド達に『合神! ゴッドグラヴィオン』を合唱させたり、スリッパで卓球をして様々な技を披露したりとかなりお茶目且つノリの良い性格でもある。
オーバーテクノロジーの塊であるグラヴィオンを建造したり、ゼラバイアの襲来を予期していたりと、当初から謎が多かった。ツヴァイでは、それらの謎の真相とともに秘められた過去が明らかになる。なお、劇中においては、18世紀のヨーロッパに実在した謎の男サンジェルマン伯爵と同一人物であることがほのめかされている。
実は地球人ではなく、別の星の住人（つまり宇宙人）である。惑星ランビアスと惑星セリアスの星間戦争に際し、自らが作り出した創星機「グランΣ」による環境の改善で両惑星を救うべく尽力していた。しかし義理の兄であるヒューギ・ゼラバイアが産み出した「ジェノサイドロン」によるセリアスの一方的な虐殺に反対した際、誤ってジェノサイドロンの制御システムを暴走させてしまう。それを止めるべくグランΣで出撃したものの、結局ジェノサイドロンはセリアスとランビアスの両方を滅ぼし、更には制御を失った破壊兵器「ゼラバイア」として宇宙に飛び立ってしまう。以来、この惨劇を引き起こした贖罪としてゼラバイアを止めるべく、不老不死となって永い時を生きてきた。もともと髪は金髪だったが、G因子を永久新陳代謝機能にしていたため、本来の金髪から紫色の髪になり、仮面によって記憶を継承するレイヴンのサポートを必要としていた。G因子を使う場合は不死身では無くなり、髪の色も本来の金髪に戻る。少なくとも1000年以上は生きており、地球の歴史に裏から干渉していた。
最終決戦の際にはG因子を開放して自らゴッドΣグラヴィオンで出撃。単身ゴーマ内部へ乗り込み、ヒューギとの一騎討ちに満身創痍になりながらも勝利する。その後、崩壊するゴーマと運命を共にして最後の贖罪を果たそうとしたが、アヤカの説得を受けて生きることを決意する。
なお、同じ大張正己が監督を務める『獣装機攻ダンクーガノヴァ』の第6話にて、フィッツジェラルド大統領と共に出演している。

レイヴン
声 - 緑川光
仮面の男。180cm。サンドマンの右腕として彼の補佐やグランナイツの訓練を監督し、サンドマンからの信頼は非常に厚い。
常に沈着冷静だが、グランナイツのメンバーの中でも何故かエイジに対してだけは必要以上に厳しい態度に出たり処罰を行おうとする傾向が強く、斗牙とのパイロットとの差を突きつけたりしたこともあり、それらはグランカイザーの無断使用や命令無視等という形で結果的に裏目に出てしまうことが多い。
第一期7話など、皆が沖縄に遊びに行っている時に自分だけ留守番を食らうと壊れ気味になったり、『ツヴァイ』3話で温泉の入浴券を貰って泣きながら喜んでいたりとおかしな所も見せることがある。また、酒に酔い、テセラ、マリニア共々、自分達の不遇な立場に落ち込んでいたこともある（特に沖縄の件は『ツヴァイ』まで引き摺っていた）。
サンドマン同様に謎が多い人物である。
その正体は惑星ランビアス時代のジーク（サンドマン）の助手だった青年。しかしオリジナルは既に故人で、別の人間が仮面に記録されたレイヴンの記憶を継承し、歴代のレイヴンとしてサンドマンを補佐してきた。先代のレイヴンは琉菜の父親。現在のレイヴンはエイジの姉・紅アヤカ。仮面を付けている間は歴代のレイヴンの記憶を共有すると同時に体型も変わり、声もオリジナルのレイヴンのものになる。
オリジナルのレイヴンは、眼鏡をかけた青年。かつて惑星ランビアスにおいて、ジークと共にグランΣを製造した。

紅アヤカ（）
声 - 根谷美智子
エイジの実姉で本作のキーマン。本来Gアタッカーに乗るはずだったのだが、G因子が薄かったせいでパイロットになれなかった。
正体は地球統合政府軍EFAの将校で、親友のミヅキと共にサンドマンの内偵を進めていた（エイジはそのことを知らず、普通のOLをやっていたと思っていた）。しかし、サンドマンの抱える使命やゼラバイアの強大さについて知ったのを機に、EFAとしての自分を捨て、先代のレイヴンであった琉菜の父親からレイヴンの仮面を受け継ぐことを決意。サンドマンの補佐やグランナイツの監督を務めることになった。
しかし、新たに加わった実弟であるエイジには、感情移入し過ぎた結果か、必要以上に厳しく接してしまっていた感がある。特にエイジが危険な目に遭遇した時にはレイヴンという役割を通り越して感情的になることがあり、彼の反抗心をかえって悪化させることにも繋がっている。
仮面による変声と男装によってサンドマン以外の全員に男性と思われているが、『ツヴァイ』第2話で酔っ払ったミヅキに「あんたいい匂いがする。なんか懐かしいような…」と微かに疑念を持たれ、最終決戦前には彼女に正体を勘付かれていた。
秘密を共有する間柄になったことでサンドマンとの距離は近付いていった様で、サンドマンが一時期戦意を喪失した時は仮面を外して叱責し、自身が彼の代わりに戦おうとしたことがサンドマンに再び戦う決意を与えた。最終決戦の際に自らの命を断とうとしたサンドマンをレイヴンではなくアヤカとして説得し、戦いの後はサンドマンと結婚式を挙げた。

テセラ
声 - 内川藍維
オペレーターメイド3人娘の1人でリーダー格。しっかり者で苦労性。真面目すぎる性格のため、些細なことで必要以上に思い悩む場合も多い。エイジがサンドマンを罵った時は思わず声を荒らげてマリニアに窘められる一幕もあった。一方、サンドマンの掛け声に聞き惚れたり遊園地のマスコットに心を奪われたりと言った意外な一面も持ち、その都度マリニアに驚かれている。酒癖は悪い。

チュイル
声 - 高橋美佳子
オペレーターメイド3人娘の1人。明るく華やかではあり武術も嗜んでいるが、場違いな発言をしてテセラに怒られることもしばしば。オペレーターメイドの中では最も子供っぽい性格だが、サンドマンの暴走にメイド達が全員陶酔する中でそのテンションに付いていけなかったり（サンドマンにグラヴィオンを歌で応援するよう指示された時はただ一人唖然としている。横にいたテセラの方は涎を垂らして見惚れていた。）と常識人の一面を見せることもある。しかしサンドマンに寄せる信頼は他のメイドと変わりなく、サンドマン復帰の際にはテセラ、マリニアと一緒になって泣いて喜んでいた。口癖は「ぱよっ！」。

マリニア
声 - 水樹奈々
オペレーターメイド3人娘の1人。オペレーターメイドの中では最も落ち着いた性格だが歌うことが好きなようで、サンドマンからカラオケマイクを渡された際には一番乗り気だった上に次回予告まで余韻を引き摺っていた。また、サンドマンの投げた薔薇がテセラの胸に挟まった時は鬼の形相で悔しがるなど、やはり彼女もサンドマンに陶酔する一人である。酒癖は悪い。

ブリギッタ
声 - 釘宮理恵
ちびメイド。元気でやんちゃな性格。エイジに懐いているが、彼を玩具にすることもしばしば。
エイジとのゲーム対決では負け知らずで、エィナ以外のグランナイツ5人をメイドにしたこともある。

アーニャ
声 - 間宮くるみ
ちびメイド。礼儀正しく明るい性格。エイジに懐いている。レイヴンにも懐いているようで、ピクニックの際には一緒に弁当を食べていた。

セシル
声 - 大前茜
ちびメイド。非常に無口で照れ屋な性格。エイジに懐いている。
買い出しの際にゼラバイアとの戦闘に巻き込まれ命を落としかけたが、エイジに助けられる。このときの出来事が原因で、エイジは一時サンジェルマン城を離れている。

クッキー
声 - くまいもとこ
護衛メイドの隊長。女性であるにもかかわらず戦闘力は高く巨漢。大人二人、子供三人を背負って爆走できるほどの力持ち。サンドマンからの信頼も厚く、リィル外出時は運転手兼ボディガードを務める。また、グラヴィオンの戦闘時には、Gフォートレスのメインパイロットを務め、グランナイツの援護を務めることも多い。リィルへの忠義も厚く、彼女が城を抜け出す際にも協力し、責任は自分が取るというリィルに対し「叱られる時は一緒に叱られる」と応えた（ただし、内心はサンドマンに叱られることを恐れていた）。

トリア
声 - 桃井はるこ
メカニックメイド。メカをこよなく愛する根っからの技術者。よく機体を大破させるグランナイツのメンバーに頭を痛めている。また、グラヴィオンの戦闘時には、Gフォートレスのサブパイロットを務め、グランナイツを援護することも多い。夢中になると周りが見えなくなる性格。チュイルとは仲が良い。また、サンジェルマン城を訪れた高須とは趣味趣向が合致したために親しくなった。
サンドマンの依頼でグラヴィオン搭乗者の穴を埋める「グランファントムシステム」を作成。「グラヴィトンブレイカー」も彼女の作品である。グランナイツが離散した時は「泣いて悲しい気持ちから逃げたくない」と気丈に振る舞い、悲しみに暮れていたチュイルを励ましていた。

ディカ
声 - 中島沙樹
サンジェルマン城の看護メイド。医師としては優秀だが、マッドサイエンティストを思わせる、かなり危うい言動を発することもあり、エイジを新型重力子メスの実験台にしようとしたことも。無印では登場はしていたが台詞が付いたのは『ツヴァイ』になってから。

ローザ
声 - 根谷美智子
秘書メイド。登場回数は全メイド中最少。後ろ髪の三つ編みヘアスタイルと眼鏡が特徴。
スーパーロボット大戦OG -ジ・インスペクター-では、連邦代表の秘書として登場している。
ロロット
リィルがいつも連れ歩いているフェレット。リィルにとっては初めての友達であり、彼女がアース・ガルツの面々に紹介されるまではサンドマン以外の唯一の理解者であった。
『ツヴァイ』第二話では泥酔したミヅキに酒を浴びせられて酔っ払い、ピンクに変色してしまった。更には斗牙の頭の上に乗ったままグランカイザーに搭乗してしまい、一緒に合神のポーズを取っていた。

### EFA関連
フェイ・シンルー
声 - 千葉紗子
漢字で書くと「飛 心露」となる。地球統合政府EFA所属。ゼラバイアに対抗するために組織された量産型グラヴィオン・Gトルーパー（グラントルーパー）搭乗チーム「Gソルジャー隊」のリーダーにしてエースパイロット。階級は大尉だがミヅキの方が先輩のためか彼女を「お姉さま」と呼ぶ。
その戦闘技術は斗牙にも引けを取らず、兵士としての優れた運動能力と頭脳を持ち合わせている。故に琉菜が感情を剥き出しにして激怒した時は「見るに堪えない」と見下していたが、実際は自身も感情的になりやすい面があり、ゼラバイアに押されて離脱命令が出されても意固地になって戦い続けたために窮地に立たされる、と言った場面が見受けられた。
幼少期を斗牙と共に孤児院で過ごしており、当時は彼の姉貴分であった。しかし、信頼し敬愛していたサンドマンが斗牙を選び連れて行ったことがきっかけで、両者が自分を裏切ったものと認識していた。そのため、二人には愛憎入り交じった対抗心を抱いている。
失意に沈んでいた斗牙をグラントルーパー隊にスカウトするものの、エイジの登場により失敗。その後の戦闘で斗牙やサンドマンを超えるために闘うが力及ばず、ソルΣグラヴィオンに助けられる形となった。その後はサンドマンの過去を知り、自身の小ささを思い知ると同時にアレックスの言葉を受けたことでわだかまりを捨て、斗牙達を助けるために力を貸した。また、その戦いの後サンドマンとの再会を果たす。サンドマンから、｢強く、美しくなった｣と褒められたことで、斗牙に続きサンドマンとも和解し、再び「おじさま」と呼ぶようになった。エピローグではサンドマンとアヤカとの結婚式に参加している。

アレックス・スミス
声 - 諏訪部順一
地球統合政府軍EFAの空軍将校。ロボットアニメのファンであるらしく、グラヴィオンに対しても特別な感情を抱いている。黙っていれば二枚目だが根は三枚目で、マリニアには惚れられた一方でテセラには「頭軽そう」と評された。無印ではEFAの軍人として登場。『ツヴァイ』にてGソルジャー隊に転属、Gトルーパーのパイロットとなり戦い抜き、最終局面ではグランナイツに力を貸した。階級は中尉。
重度の女好きであり、作中では女性を口説こうとする場面が多くあった。なお、女装したエイジを男と気づかずに（二度も）口説こうとして張り倒されたこともある。『ツヴァイ』第三話ではミヅキに逆ナンされ、互いの正体を知ること無く卓球のタッグを組んだこともあるが、琉菜とエィナ相手に一点も取らせず完勝する腕前を見せた（しかしサンドマンには手も足も出ず惨敗した）。
優れたパイロットでありEFA軍人としての矜持を持って闘っているが、それだけではなく自らの信念のために戦う。Gソルジャー隊に入隊してからもグラヴィオンへの感情は変わらず、グランナイツの離散でグラヴィオンが姿を消した時は「早く戻ってきて一緒に地球を守ろう」と復帰を願っていた。また、上官のフェイに助言を送って迷いを断ち切らせる一幕も。
好物は牛丼と納豆と、かなりの日本通でもある。

ジョゼ
声 - 川田紳司
陽気でサッカーが得意なEFA将校。Gソルジャー隊の一人。女性的な口調のオカマ。階級は不明。

イワン
声 - 石川英郎
眼鏡をかけた冷静沈着なEFA将校。Gソルジャー隊の一人。計算で物事をあらわすのが癖である。階級は不明。

ハンス
声 - くまいもとこ
子供じみた所がある、EFA将校で射撃の名手。Gソルジャー隊の一人。ドリルに対してこだわりがある。階級は不明。

ウィリアム・ウォーレス・フィッツジェラルド
声 - 立木文彦
地球統合政府EFAの大統領。基本的に「プレジデント」と呼ばれる。リンダという美人の妻とステファニーという美少女の娘がいる。気さくな人柄であるが、ゼラバイア並に得体の知れない民間人に地球の防衛を委託することに抵抗を抱いていたのか、サンドマンの行動に対しては『ツヴァイ』終盤まで警戒心を抱いていたが、ゼラバイアに対して有効な対抗手段がないため、Gトルーパー完成までは不干渉及びしばらく黙認していた。このためEFAのアヤカとミヅキを偵察に向かわせ、グラヴィオンのデータを盗ませた。なお、Gトルーパーはこのデータをもとに開発された。そしてグラヴィオンが倒れたのを機にGトルーパーのお披露目とプロパガンダを行うが、それをテレビで見ていたミズキからは「狸オヤジ」と言われ怒りをぶつけられる。
最終的にサンドマンと和解し、アースガルツへの協力を約束した。
名前は劇中では呼ばれず、DVDの特典にてサンドマンによって判明したものである。
なお、同じ大張正己が監督を務める『獣装機攻ダンクーガノヴァ』の第6話にて、サンドマンと共に出演している。

井上
声 - 浅野真澄
大統領の秘書。EDテロップでは「井上さん」と書かれている。

バーネット博士
声 - 松本梨香
Gトルーパーの開発者。美人だが気が強く、取っ付き難い所がある。聡明であるものの、瑠菜を試験体にしたことを漏らしてしまい怒りを買ったことがある。

ヨシズミ博士
声 - うすいたかやす
グラヴィオンやゼラバイアの生態の研究を行っている。

### 民間人関連
ユミ
声 - 折笠奈緒美
エイジの幼馴染でありクラスメイト。エイジに気がある素振りを見せる。当初はエイジがグラヴィオンに乗っているとは信じず、嘘を吐いて休学しているのだと怒っていた。しかしエイジがグランナイツを離脱して復学した際、エイジと彼を迎えに来たリィルの会話の雰囲気から真実であると察する。そして直後のゼラバイア襲撃の際、瓦礫からエイジを庇って負傷しながらも、エイジにグラヴィオンで皆を守るように懇願する。これがエイジがグランナイツへの復帰を決意する切っ掛けとなった。その後、クッキーに助けられる。
『ツヴァイ』ではカオリ、高須、大鳥と共にサンジェルマン城を一度訪れるが、カオリがGドリラーを誤って暴走させた際には一緒に巻き込まれてしまう。エピローグでは他の三人共々サンドマンとアヤカの結婚式にも参加している。

カオリ
声 - 浅野真澄
エイジの女友達でクラスメイト。斗牙を気に入っている。前期と後期では髪の色が違う。『ツヴァイ』第二話では誤ってGドリラーを暴走させてしまい（ミヅキがGドリラー内に持ち込んだ酒やつまみを取りに行かせたため）、そこから助け出してくれたサンドマンを「おじさま」と呼んでいた。

高須
声 - 山岸功
エイジの友達でクラスメイト。病的なまでのメカマニアで、グラヴィオンの情報（アングラ系サイトに流れた偽情報だが）を熱心に収集していた。エイジがグラヴィオンに乗っていることも信じなかったが、エイジが実際にGアタッカーに乗っている姿を目の当たりにしたことで真実だと知る。後にサンジェルマン城を訪れた際にもグランディーヴァの機体を見て興奮していた。同時にトリアと気があっており、本人も図らずも、女友達をゲットしてしまっている（Gドリラーが暴走した時もグランフォートレスのトリアのコクピットに同乗していた）

大鳥
声 - 田坂秀樹
エイジの友達でクラスメイト。可愛い女の子が大好き。可愛い女の子に囲まれているエイジのことを羨ましく思っている。Gドリラーが暴走した時はクッキーと一緒にグランフォートレスに同乗していた。

ヒヨコ売りの男
声 - 石川英郎
都市の路上や温泉街で背中に星模様の付いたヒヨコを売っている、色黒で大柄な男。七色に輝く鳥を飼っていたり、暴漢2人を一撃で倒したりと、謎の多い男である。サンドマンとも面識があるようで、お互いに信頼し合っていたり、彼の結婚式の際には牧師をしていた。

### ゼラバイア関連
ヒューギ・ゼラバイア
声 - 堀内賢雄
『ツヴァイ』にてその姿をあらわしたゼラバイアの指導者と思われる人物。その正体はサンドマンの妻のルフィーラの兄であり、ジェノサイドロンシステムを開発した張本人である。セリアス、ランビアスの崩壊を経てサンドマンを怨むようになり、肉体精神共にジェノサイドロンシステムの汚染を受けたことで豹変。元々破壊兵器であったジェノサイドロンをゼラバイアという侵略兵器に用い、人類抹殺を企む。
最終決戦ではゴーマ内部に乗り込んで来たサンドマンとの決闘を演じ、一時は彼を追い詰めたものの魂を持ったルフィーラが自分ではなくサンドマン（ジーク）を選んだことで動揺し、最後はサンドマンの剣を受けて致命傷を負う。同時にゴーマ動力炉破壊によってジェノサイドロンシステムが停止し、その汚染から解放されたことで本来の人の心を取り戻し、サンドマンに感謝の言葉を告げて息を引き取った。

ルフィーラ・ゼラバイア
声 - 桑島法子
ヒューギとともにゼラバイアの監視を行っている女性。実はヒューギの妹でサンドマンの妻、そしてリィルの母親である。本人は他界しており、ヒューギの傍にいるのは彼女の人格と外見を模したアンドロイドである。記憶はコピーに過ぎず、オリジナルのルフィーラそのものの人格は受け継いでいないはずだったが、長き時をヒューギと共に過ごすうちに意識（サンドマン曰く「人の魂」）を宿していた。最終決戦時にその姿を見て油断したサンドマンを刺すも、戦いの最中に突如として意識を表層化させ、サンドマンの窮地を救う。ヒューギの死後、涙を流しながらジークの名を呼び、爆発の炎の中に消えて行った。

## 登場メカ

### グランナイツ（登場メカ）
グランカイザー
全グラヴィオンの中核となる人型ロボット。
かつてサンドマンが開発したグランシグマを元に造られているが、戦闘用であるため「創星機」としての機能はない。サンドマンの承認により、斗牙の掛け声による「エルゴフォーム」と呼ばれる重力フィールド展開を行う。これによりグランカイザーの持つ武装の攻撃性能をアップさせることができる。グランカイザー単体での「エルゴフォーム」の展開に機体そのものによる時間制限は存在しないものの、搭乗するパイロットへの負荷が高いため、「エルゴフォーム」を発動できる時間は限られている。武装はグラヴィトンアークのみであるため、単独での戦闘時はパンチやキックといった格闘術を用いることが多かった。また、エルゴフォームの展開時に一瞬の隙が存在し、そこを突かれて窮地に陥ったこともある。開発・製造には250年の時間を要した。
グラヴィオンのパワーはグランカイザーによってもたらされていると言っても過言ではない。
基本的には斗牙の専用機だが、一度だけエイジが操縦した。また、酔っぱらったロロットが斗牙と一緒に乗り込んだこともある。

グランディーヴァ
単独での運用が可能であると同時に、グランカイザーおよびグランシグマと合神することでゴッドグラヴィオンおよびゴッドΣグラヴィオンとなる機動兵器の総称をグランディーヴァという。その操縦にはある程度以上のレベルのG因子を持ち合わせている必要があるため、パイロットは限られていた。
各種グランディーヴァは単体としても既存の兵器より優れた戦闘力を持ち、最新鋭の戦闘機ですらダメージを与えられなかったゼラバイアに対しても有効打を与えることができた。また、変形することで海中へ潜行することが可能である。
Gシャドウ
ゴッドグラヴィオン、ゴッドΣグラヴィオンの胸部分になるステルス戦闘機型のグランディーヴァ。パイロットはリィル。初陣まで存在が伏せられており、当初は誰が操縦しているのか解らない謎多き機体として登場した。一時はミヅキにアヤカが乗っているのではないかと疑われていた。実は純地球製ではなく、元来は惑星ランビアスからリィルが乗ってきた脱出艇であった。
非常に高いステルス性を持ち、光学迷彩を用いて機体を隠蔽することもできる。主翼のエッジはチェーンソーが仕込まれ、機体低部からは対ジャミング用中和プローブも投下。デザイン準備稿の段階では、合体後の使用を想定したシールドを底面に装着していた。
Gドリラーと単独で合体可能。
Gドリラー
ゴッドグラヴィオン、ゴッドΣグラヴィオンの腕部になる重戦車型のグランディーヴァ。ドリル部分は螺旋状ではない。単独での飛行能力を持たないため、出撃時はGシャドウと合体する。パイロットは、琉菜とエィナ。Gドリラーの時にはコクピットがタンデム配置となっているが、合神時には左右の腕に分割するのにあわせて、それぞれの機体に移動する。一度だけエィナに代わって彼女に変装したエイジが搭乗した。カオリのミスで暴走したこともあり、その際にはサンドマンが操縦してゴッドグラヴィオンに合神した。
Gアタッカー
ゴッドグラヴィオン、ゴッドΣグラヴィオンの右脚部分になる攻撃機型のグランディーヴァ。パイロットはエイジ。バイクがそのまま収納できるぐらいにキャノピー部分が大きい。このため、第1話では逃走するためにエアバイクに乗り込んでみたら実はGアタッカーのコクピットだった、というトラップでなし崩しにセラバイアとの戦いに参戦させられる羽目になった。Gドリラーが暴走した時は琉菜とエィナも乗り込んで無理矢理三人乗りしていた。また、エイジがGドリラーに乗った時は代わりにエィナが操縦していた。ゴッドΣグラヴィオンに合体する際は、黒を基準としたカラーに色変えされている。
Gストライカー
ゴッドグラヴィオン、ゴッドΣグラヴィオンの左脚部分になる戦闘機型のグランディーヴァ。パイロットはミヅキ。全グランディーヴァ中最速の飛行性能を誇る。Gアタッカーと同じく、グランΣとの合体にあって黒色に変化している。

ゴッドグラヴィオン
地球防衛のためにサンドマンが開発したスーパーロボット。地球を守護する「盾」としての役割を与えられていた。
グランカイザーがGアタッカー、Gストライカー、Gドリラー、Gシャドウの4機のグランディーヴァと「超重合神」することによって誕生する。合神時および合神以降、常にエルゴフォームを発動しているため、高い戦闘能力を誇る。しかしグランカイザー以外のマシンにはエルゴフォームに耐えられる限界値が存在し、「重力子臨界数」という数値がゼロになると強制的に分離してしまう。作中に登場した全メカの中で最も多彩な武器を繰り出す。なお、「エルゴブレイク」の掛け声で分離する。
各種武装の操作にはスイッチの入力と音声認識方式を併用されている。ちなみに合神後も各コクピットハッチの開閉は容易で、作中では各パイロットが頻繁に移動していた。
初期はサンドマンの意向を汲んで各グランディーヴァには自動操縦システムは搭載されていなかったが、10話から「グランファントムシステム」による無人操縦が可能になった。ただし、グランファントムシステムを用いたまま合神した場合、ゴッドグラヴィオンの戦闘力はグランファントムシステム一つあたり10%ダウンしてしまう。
情報操作とニュース映像の改竄によって一般には「ゼラバイアの接近を予測した政府が極秘裏に開発したEFAの秘密兵器」として公表されており、ミリタリー系アングラサイトには「計28のパーツが合体して全高150メートル以上の超巨大ロボになる」などのガセ情報が出回っていた。
なお、作中では単にグラヴィオンと呼称されることが多かった。
搭載武器
グラヴィトンアーク
グランカイザーの額のスフィアより発射する重力光線。光線が大気圏外まで到達するほどの威力を持つが、大型のゼラバイアには通じないことが多かった。高須は勝手に「グラヴィトンビーム」と呼んでおり、トリアとブリギッタに訂正されている。
グラヴィトンプレッシャーパンチ、グラヴィトントルネードパンチ
機体を脚部のアンカーで固定し、ブースターを吹かしながら照準を合わせ発射するロケットパンチ。両腕を同時に撃つときは頭に“ダブル”がつく。グラヴィトンが略されることもあった。発射後はパンチに乗っているパイロットに操作が任される。プレッシャーは単純に腕を射出する攻撃、トルネードはドリルを展開して撃つ攻撃である。なお、発射後はドリラーパイロットの操作と重力子によるものらしき牽引ビームで引き戻される。基本的に琉菜の操縦するレフトドリラーが担当。序盤ではゼラバイアへの決定打として活躍していた。エィナのライトドリラーではあまり撃たれず、レフトドリラーと同時か、レフトドリラーが使用不可の場合に留められていた（技自体の難度も高く、シミュレーションでエィナが失敗するシーンがある）。
パイルトルネードパンチ
トルネードパンチとして打ち出したレフトドリラーの後ろに、手を開いた形で打ち出したライトドリラーをぶつけ、二機分のブースターで威力を増したもの。接続部に噴射口がないため可能な荒業で、ライト、レフト両パイロットの連携が不可欠。ゴッドグラヴィオンへと合神せずに運用された際に、グランカイザーに下駄のように蹴り出されて使用されたこともある。
グラヴィトンバスター
Gドリラー両脇に搭載された砲を、両手を組んで発射する。作中ではゼラバイアに対してあまり効果がなかった。
グラヴィトンミサイル
Gアタッカーのメインウェポン。全力発射時の掛け声は「グラヴィトンミサイル・フルバースト」。初使用時はエイジがグラヴィティバルカンと間違えて撃ち、ゴッドグラヴィオン自身に当たってしまった。
グラヴィティバルカン
Gストライカーと共通装備。近接時の牽制などに用いられた。使用回数は少ない。
グラヴィトンクラッシュ
背部ブースターで加速して右脚（Gアタッカー部分）で飛び膝蹴りを放つ、エイジと斗牙が繰り出した友情の必殺技。前期第6話で初披露したが、名前が出たのは前期第12話。直撃したゼラバイアが真っ二つに両断されるほどの尋常ではない破壊力を持つものの、機体フレームへの負荷も大きい。
グラヴィトンレーザー
Gストライカーのメインウェポン。使用回数は少なく、「グラヴィトンミサイル・フルバースト」とともに撃つ場合がほとんどであった。
グラヴィトンヴァイパー
射出された柄から重力子の帯が伸びる鞭の様な武器。相手を拘束する等の用途で用いられた。
グラヴィティライフル
Gストライカーから射出されるライフル。形状はライフルというより銃身の長い拳銃。
グラヴィトンソード
胸のエンブレムが展開して形成される片刃の剣。「ブレイズアップ」の掛け声で刀身に重力子を纏わせることで、ゴッドグラヴィオン単体最高クラスの威力を誇る「ブレイク・ザン」を繰り出す。「超重剣」のレプリカ。前期12話の戦いにてゼラバイアの攻撃で凍りつき、砕け散った。
グラヴィティクレッセント
Gシャドウの翼からなる大型ブーメラン。威力は「ブレイク・ザン」と同等。照準はリィルが行う。なお、この機能はGシャドウ単体でも翼を刃とする体当たりで活用されている。ブーメランとして使用される時の掛け声は「グラヴィティクレッセント・シュート」。
グラヴィトンブレイカー
ゼラバイアが対グラヴィオンに進化してきたことを受け、トリアが武装班の協力で完成させた武器。レスポンスには難があるものの攻撃力は折り紙付きとのことで、トリア曰く「大概の敵はなます切りにできる」。しかし一撃目で刃こぼれし、二撃目で防がれ、砕かれた。
超重剣
しろがねの牙とも呼ばれる剣。第1シリーズ最終話で初めて月からゴッドグラヴィオンのもとに転送された。対象を周囲の空間ごと切り裂き消滅させる超重斬を放てるが、使用と同時に重力子循環も臨界に達してしまう、6人のグランナイツが揃っていなければ使用できないなど制約は多い。使用時にはゴッドグラヴィオンも雄叫びを上げるような表情になり、同時にフェイスマスクを装着する。本来はソルグラヴィオンの装備である。
シールド(劇中未使用)
サンジェルマン城西の塔に掲げられたパネルに酷似する盾。最凶合神時の胸パーツとなる。準備稿段階では、合体前のGシャドウ底面に装着されていた。
グランフォートレス
グランカイザーおよびグランディーヴァの大型トランスポーター。グラヴィオンを上に載せて飛行することも可能。そのままゼラバイアに突撃することもある。武装はバルカンしか装備しておらず、まともに戦闘を行ったことは1度もないが、突撃時に翼に引っ掛けたりしたことはある。
ソルグランディーヴァ
グランカイザーおよびグランシグマと合神することでソルグラヴィオンおよびソルΣグラヴィオンとなる新型のグランディーヴァをソルグランディーヴァという。
初登場時はソルΣグラヴィオンへと合神していたが、後に分離され、分離状態での運用テストを行った。その際、グランディーヴァより優れた性能であることが判明した。
なお名称のGeoはジオと発音する。
Geoミラージュ
ソルグラヴィオン、ソルΣグラヴィオンの胸体になる重爆撃機型のソルグランディーヴァ。エルゴフィールドを発生させる機能を持ち、ソルグランディーヴァの中でも最も強力かつ危険な機体である。本来はリィルがパイロットになるはずであったが、サンドマンに託されたエイジがパイロットを務めることになった。なお、エィナツヴァイはこの機体の中で眠りに付いていた。
Geoジャベリン
ソルグラヴィオン、ソルΣグラヴィオンの両腕部になる重戦車型のソルグランディーヴァ。Gドリラーと違い、ドリルは一つしかないが、ミサイルポッドや飛行能力が追加された。パイロットは琉菜とエィナツヴァイ。
Geoキャリバー
ソルグラヴィオン、ソルΣグラヴィオンの右脚部になる戦闘機型のソルグランディーヴァ。当初はエイジが搭乗する予定であったが、エイジにGeoミラージュの操縦席を譲ったリィルが搭乗することになる。
Geoスティンガー
ソルグラヴィオン、ソルΣグラヴィオンの左脚部になる戦闘機型のソルグランディーヴァ。パイロットはミヅキ。
Gグラディウス
ソルグランディーヴァが一つに合体した大型戦闘機。超重剣、ソルグラヴィトンノヴァ以外の武装を全て使用可能。エイジがメインパイロットを務める。機体上部にグランカイザー（グランシグマ）を搭乗させることが可能。後期10話で、ヒューギの巨大な立体映像にグランカイザーを乗せたGグラディウスが突っ込んでいくシーンがあるが、この時は跳ね返された。

ソルグラヴィオン
ゴッドグラヴィオンが倒れた時のために開発された、強攻型グラヴィオン。ゴッドグラヴィオンより遥かに高い戦闘能力を持ち、地球を守護する「剣」としての役割を与えられていた。別名紅の牙、太陽神。
グランカイザーがGEOジャベリン、GEOスティンガー、GEOキャリバー、GEOミラージュの4機のソルグランディーヴァと「炎皇合神」を行うことによって誕生する。本機体合神時の掛け声は斗牙とエイジの二人で行う。この姿となることで、グランカイザーは「創星機」と同等の能力を発揮できるようになり、その力は惑星を壊すことも生み出すことも可能とする。ゴッドグラヴィオンと異なり、合神時および合神中のエルゴフィールドはGEOミラージュを中心に展開される。このエルゴフィールドには人の想いを力に変える機能があり、ソルグラヴィオンが高い戦闘能力を発揮できる大きな一因となっている。開発・製造に要した時間は200年。
ZweiのOPでは1話から登場するものの、本編で正式に登場する10話まではシルエットのみではっきりとは映らなかった。11話と最終話でのみ明確に描かれている。
搭載武器
ソルグラヴィトンキャノン
ソルグラヴィオンの両肩に搭載された砲。
ソルグラヴィトンノヴァ
ソルグラヴィトンキャノンと胸の超重剣となるスフィアから放ったエネルギーを、正面に形成したレンズ上の重力場で収束し発射する。
ソルグラヴィトンクラッシャーパンチ
命中後、ミサイルを撃ち込むロケットパンチ。打ち出すのは右腕だが、『スーパーロボット大戦Z』では左腕を打ち出している。
ソルグラヴィトンブリンガー
左腕に装備したドリルに炎状のエネルギーを纏って攻撃する。
ソルグラヴィトンスパイラルクラッシャーパンチ
両手を組んで腕を合体させ、打ち出し、回転しながら突撃する。
ソルグラヴィトンミサイル
Geoキャリバーの武装でもある、右脚から発射するミサイル。本編では未使用だが、小説版や『スーパーロボット大戦Z』において使用している。
超重剣
胸のエンブレムから柄と刃が伸びて完成する、ソルグラヴィオン最強の武器。ゴッドグラヴィオンが使用していたものと同一のものであり、本来はソルグラヴィオン用の武器である。ゴッドグラヴィオンと同様、超重斬を放てるが、使用には6人のグランナイツが必要である。なお、6人が同一機体に乗っている必要はない。
小説版ではゴッドグラヴィオンに準じたクレッセント等の装備も披露している。

グランΣ（シグマ）
セリアスとランビアスの環境を改善させる「創星機」としてサンドマンが開発した機体およびそれを改修した機体。ソルグランディーヴァと合神し、ソルΣグラヴィオンとして月基地に封印されていた。
グランカイザーの原型となっているため非常に外見は似通っており、カイザーと同様に武装としてグラヴィトンアークを備える。地球に渡ってから改修が施され、グランディーヴァとの合神が可能となった。しかし、かつての戦闘で破損した左目は未だ修復されておらず、血の涙を想起させる（故郷を破壊した戒めのためにあえて修復していないといわれている）。
なおこの機体を核としたグラヴィオンはやたらと腕を組むポーズを取るという特徴があり、グランカイザーを核としたグラヴィオンと違いフェイスマスクは装備されていない。
デザインは、グランカイザーのデザイン没案を再利用したものである。
ソルΣグラヴィオン
ゲートゼラバイアのもたらすゼラバイアの大軍を前に力尽きようとしていたゴッドグラヴィオンを救うべく、突如舞い降りた真紅のグラヴィオン。作中では「ソルグラヴィオン」と呼ばれ、グランカイザーが合神したソルグラヴィオンとは特に区別はされなかった。当初はエィナツヴァイが一人で操縦していたが、登場後はグランカイザー操縦経験のあるエイジに託された。
グランシグマがGeoジャベリン、Geoキャリバー、Geoスティンガー、Geoミラージュの4機のソルグランディーヴァと「炎皇合神」することで誕生するが、作中では合神済みで一度登場したのみで、以後、ソルグランディーヴァがグランカイザーと共に運用されるようになったため姿を見せる機会はなかった。
本機の「エルゴフォーム」は人の想いを力に変える機能を持っており、エィナツヴァイがGEOミラージュのパイロットを務めた際には、彼女の愛の心からマインドフィールドを発生させ、中破したゴッドグラヴィオンをほぼ瞬時に修復してみせた。
惑星一つを破壊できるグランシグマをコアにして、グランディーヴァの強化型であるソルグランディーヴァと合神しているため、その戦闘能力はゴッドグラヴィオンを遥かにしのぐ。この機体を生み出したサンドマンも、「最凶のグラヴィオン」と称していた。
なお、大統領はこの機体を「究極のグラヴィオン」、アレックスはこの機体を「グレートグラヴィオン」と、それぞれ胸の中で呼称しており、前者についてはサンドマン自ら先述のように訂正されている。また、常にフェイスマスクを装着しているソルグラヴィオンとは違い、グランΣをコアにしているためマスクは装備されていない。
搭載武器
ソルグラヴィトンアーク
額のスフィアから放つ重力光線。ゴッドグラヴィオンのものとは段違いの威力であり、敵ゼラバイアの群れをなぎ払った。
超重剣
胸のエンブレムから柄と刃が伸びて完成する、ソルΣグラヴィオン最強の武器。
ゴッドグラヴィオンと共に使用することで真超重斬という広範囲への超重斬を放つことが可能。

ゴッドΣグラヴィオン
グランΣとグランディーヴァ4機が「超重合神」した姿。カラーリングが黒を基調としたシグマ仕様になっている（GアタッカーとGストライカーのカラーが青から黒に変わっている）。パイロットはサンドマン。1人で操縦する都合上、シグマ仕様のグランディーヴァにはグランファントムシステムを搭載している。
カラーリングを除けば性能、外観共にゴッドグラヴィオンと大差がない（そのため、アレックスには「ゴッドグラヴィオン」と呼ばれていた）が、本機はパイロットがサンドマン1人であるにもかかわらず、グランナイツ6人が搭乗したゴッドグラヴィオンと同等の力を発揮していた。
搭載武器
グラヴィトンランサー
ソルグラヴィオンの実戦投入に伴い、パイロット全員がソルグランディーヴァに移動したことによって超重剣が使用不可能となったため、代用として搭載された武器。しかしそれは代用とはいえないほどの威力を持つ。ゴッドΣグラヴィオン（グランΣ）の両腰に収納されている。相手をΣの文字に斬る「グラヴィトンブレイク」が必殺技。
神剣バルムンク
DVD「グラヴィオンツヴァイ」のBOXパッケージでグランΣが持つ武器で、サンドマンが持つ杖と同じ形をしている。スタジオハーフ・アイから発売していた「最小変形ゴッドΣグラヴィオン」の通販特典として付属しており、クリアパープルの刀身に付け替えることができる。
本編未使用だが、ゲーム『スーパーロボット大戦Z』においては超重剣を除くゴッドグラヴィオンの各武装が全て使用可能となっている。同作では、ゴッドΣグラヴィオンの初登場時に、同時出演している『宇宙大帝ゴッドシグマ』の檀闘志也が「ゴッドシグマグラヴィオンだと!?」と驚きの声をあげており、ゴッドシグマを援護したときの専用台詞や、敵勢力に寝返った風見博士と交戦した時の台詞も用意されている。

アルティメットグラヴィオン
グランカイザー、グランΣ、グランディーヴァ4機、ソルグランディーヴァ4機の、計10機が「最終合神（最凶合神）」することにより誕生する、最強（最凶）にして最後のグラヴィオン。本機の合神はサンドマンの承認を受け、斗牙の掛け声と共に行われる。
右腕と両足にドリル、左腕に超重剣、腰にグランΣの脚部が変形したキャノンを装備しており、ソルグラヴィオン以上に戦闘に特化した姿となっている。
グラヴィゴラスから重力子エネルギーをチャージして放つ必殺技「超重炎皇斬」は、発動時にアルティメットグラヴィオンが黄金色に光り輝き、火の鳥のような姿と化し敵に突進、一刀両断するものである。その威力はすさまじく、ゼラバイアの本星「ゴーマ」を一撃で破壊した。イワン曰く「もはや計算不能な強さ」。
ソルグラヴィオンを中心に、肩部にGアタッカーとGストライカー、腰部にGシャドウ、下駄にGドリラーを接続し、バックパックに変形したグランΣを背負う形をとっている。
ゲーム『スーパーロボット大戦Z』では使うことはできないが、超重炎皇斬使用時に姿を見ることができる。なおゲーム中では、超重炎皇斬はソルグラヴィオンとゴッドΣグラヴィオンとの合体攻撃となっている。
スタジオハーフ・アイのソルΣグラヴィオンにはオリジナルの武器「超重弾劾剣」が付属しており、アルティメットグラヴィオンに持たせることができる。超重弾劾剣のデザインは大張がこのアイテムのために描きおこしている。
グラヴィゴラス
サンジェルマン城の真の姿である、超巨大宇宙戦艦。元々城であるが故に居住性は高い。主砲や艦首のドリルなど、数多くの武装を持つ。しかし、本編中ではゼラバイア本星からの衝撃波を防ぐことに尽力しており、その他の行動はほとんどとらなかった。
発進の瞬間まで、サンドマンとレイヴン以外、誰一人としてこのグラヴィゴラスの存在を知らなかった。グランシグマ（グランカイザーでも可能）を中枢に接続することで大気圏を離脱可能。

### EFA（イーファ）
トライザム
ゼラバイアのデータを元に、対ゼラバイア用兵器としてEFA技術部が独自に開発した人型機動兵器。シミュレーション映像ではかなりの活躍を見せていたが、肝心の実戦では迂闊にも無人の状態でゼラバイアが強襲して来たために、反撃も出来ずに破壊されてしまった。「Zwei」では後継機であるトライザム02が登場しているが、パワーアップしたゼラバイアの前では完全に無力であり、登場して数秒で破壊された。
グラントルーパー
「Zwei」にてEFAが製造に成功した、量産型グラヴィオンと言うべき機体。戦闘機から変形する。フェイ機のみメインカラーが白で残りはグレーで、さらにそれぞれパーソナルカラーがある。武器はそれぞれのパイロットが得意とする1種類（もしくは2種類）のみが装備されている。また、5機全てのジェネレーター出力を結集することにより、グラヴィトンアークの1.5倍の威力をもつ重力光線「ライトニング・デトネイター」が使用可能。
フェイ機
パーソナルカラーはレッド。隊長機であるためか、他の4体とは頭部の形状が大きく異なっている。
搭載武器は弓矢型の銃「グラヴィティアロー」とブーメラン型の武器「グラヴィティラング」。
アレックス機
パーソナルカラーはブルー。
搭載武器は手に持った銃から放つ「グラヴィトンビーム」（8話の戦闘ではアレックスの妙な発言のせいで音声認識が曖昧になったせいで、点線のようなビームになってしまい、威力もさっぱりだった）。最終決戦ではサンドマンの搭乗するゴッドΣグラヴィオンに握手を求め、快く応じられた。
イワン機
パーソナルカラーはオレンジ。
搭載武器は肩のミサイルポッドから発射する「グラヴィティストロングミサイル」および特殊弾頭の「グラヴィティラプション」。
ジョゼ機
パーソナルカラーはグリーン。
搭載武器は両肩のパーツを合わせたボールを蹴り出す「グラヴィトンメテオシュート」。
ハンス機
パーソナルカラーはスカイブルー。
搭載武器はドリルから繰り出される「ドリル・ブリンガー」および「ドリル・クラッシャー」。

## ゼラバイア
突如地球に飛来した謎の金属生命体。ほとんどが異形の姿を持っており、一度特定の攻撃で破壊されても、その攻撃に対して強い特性を持つ「学習型」と、出現した地域の特徴に合わせて進化する「対応型」（こちらは「Zwei」にて登場）の2種類のタイプがある。その正体はヒューギ・ゼラバイアによって開発された自立行動型殺戮兵器「ジェノサイドロン」が暴走したもののなれの果てである。本来は惑星セリアスと惑星ランビアスの間で起こった戦争を終結させるために開発されたものであり、セリアスを一方的に滅ぼすことでランビアスを救おうとしていたが、制御装置を失ったことで暴走し、セリアスもランビアスも滅ぼしてしまった。リィルを守ろうとしたヒューギにより、リィルを感知すると機能を停止するプログラムが施されており、純粋な破壊兵器と化した現在でもそれは健在である。
名称は学習型は不明、対応型は○○ゼラバイア（ともに公式HPにおいて）だったが、『スーパーロボット大戦Z』に登場したゼラバイアは全て監督の大張により正式な名称が付けられた。
ゼラヴィオン
正式名称は「業魔神 ゼラヴィオン」。ヒューギ・ゼラバイアが創星機を制御するために作った最強のゼラバイア（ジェノサイドロン）。最終決戦に際し、ゴーマ内部にてソルグラヴィオンと対峙する。滅亡した惑星セリアスと惑星ランビアスのエネルギーはこのゼラヴィオンに内包されており、その圧倒的な力でソルグラヴィオンすら圧倒した。青い炎に金色のグランディーヴァが合体したような姿をしており、赤い炎であるソルグラヴィオンと対をなす姿を誇る。他のジェノサイドロンの例に漏れず、ヒューギの姪であるリィルを感知すると機能が停止することが唯一の弱点であり、リィルが決死の覚悟でその身を晒した際には容赦なく剣を振り下ろそうとしたが寸前で止まり、その隙にソルグラヴィオンの超重剣エルゴストームを受けて完全に破壊された。必殺技は、非実体剣のゼラヴィトンソードと、口から放つゼラヴィトンアーク。
ZweiのOPではゴッドグラヴィオンやアルティメットグラヴィオンと戦っているシーンがあるが、本編ではソルグラヴィオンとしか戦っていない。また、大張は｢ゼラヴィオンをグランΣに合体すると最強になる」と語っている。
原作では無人運用だったが『スーパーロボット大戦Z』ではヒューギが乗っている。
ゴーマ
ゼラバイアの本拠地である巨大な惑星。実は惑星そのものが巨大なジェノサイドロンであり、最終決戦で姿を現した。
主であるヒューギを失い、暴走してジェノサイドロン形態に変形。地球を消し去ろうとしていたが、アルティメットグラヴィオンの超重炎皇斬の前に敗北する。これによって、ゼラバイアは完全に全滅した。

## スタッフ
（ ）括弧内に説明が無いスタッフは第1期・第2期共通。
- 原作 - 大張正己、赤松和光、GONZO
- 監督 - 大張正己
- シリーズ構成 - 志茂文彦
- キャラクターデザイン - うのまこと、高岡淳一（第1期）→江端里沙（第2期）
- グラヴィオンデザイン - 大河原邦男
- プロダクションデザイン - 小林誠
- メカニックデザイン - 福地仁、森木靖泰、椛島洋介・大張正己（第1期）
- 美術監督 - 吉原俊一郎（第1期）→長尾仁（第2期）
- 色彩設定 - 中山久美子（第1期）
- 色彩設計 - 伊藤由紀子・花尻和子（第2期）
- 撮影監督 - 山田和弘（第1期）→北村直樹（第2期）
- 編集 - 重村建吾・肥田文（第1期）→後藤争司（第2期）
- 音響監督 - 鶴岡陽太
- 音楽 - 七瀬光
- プロデューサー - 吉沼忍、菊池貞和、畑中利雄、村濱章司・松崎容子（第1期）→川原陽子・松本整（第2期）
- アニメーション制作 - GONZO
- 製作
  - 第1期 - グラヴィオン製作委員会、フジテレビジョン
  - 第2期 - グラヴィオンツヴァイ製作委員会

## 主題歌
グラヴィオン
オープニングテーマ「嘆きのロザリオ」（第2話 - 第13話）
作詞 - 影山ヒロノブ / 作曲 - 影山ヒロノブ、須藤賢一 / 編曲 - 須藤賢一 / 歌 - JAM Project
第1話はエンディングテーマに使用。第13話のみ映像が一部変更。
エンディングテーマ「WISH」（第2話 - 第13話）
作詞 - 江幡育子 / 作曲・編曲 - 堀江頭 / 歌 - YURIA
第1話は未使用。
合神挿入歌「合神! ゴッドグラヴィオン」（第1話 - 第9話、第11話 - 第13話）
作詞 - 影山ヒロノブ / 作曲 - 影山ヒロノブ、須藤賢一 / 編曲 - 須藤賢一 / 歌 - JAM Project featuring 遠藤正明
挿入歌「KISS ME」
作詞 - 江幡育子 / 作曲・編曲 - 堀江顕 / 歌 - YURIA

グラヴィオンツヴァイ
オープニングテーマ「紅ノ牙」
作詞 - 影山ヒロノブ / 作曲 - 河野陽吾 / 編曲 - 須藤賢一 / 歌 - JAM Project
第11話・第12話のみ映像が一部変更。
エンディングテーマ「LA♪LA♪BYE」
作詞 - HAJIMEX / 作曲 - YURIA / 編曲 - 八七（Yasichi）/ 歌 - Honey Bee
合神挿入歌「合神! ゴッドグラヴィオン」（第1話）
作詞 - 影山ヒロノブ / 作曲 - 影山ヒロノブ、須藤賢一 / 編曲 - 須藤賢一 / 歌 - JAM Project featuring 遠藤正明
合神挿入歌「炎皇合神! ソルグラヴィオン!!」
作詞 - 影山ヒロノブ / 作曲・編曲 - 河野陽吾 / 歌 - JAM Project featuring 福山芳樹

## 各話リスト
『ツヴァイ』の放送日は、最速放送のテレビ神奈川の基準。
| 話数                   | サブタイトル       | 脚本               | 絵コンテ                   | 演出               | 作画監督                   | メカ作画監督       | 放送日             |
| 超重神グラヴィオン     | 超重神グラヴィオン | 超重神グラヴィオン | 超重神グラヴィオン         | 超重神グラヴィオン | 超重神グラヴィオン         | 超重神グラヴィオン | 超重神グラヴィオン |
| ---------------------- | ------------------ | ------------------ | -------------------------- | ------------------ | -------------------------- | ------------------ | ------------------ |
| #01                    | 巨神の棲む城       | 志茂文彦           | 大張正己                   | 大張正己           | 椛島洋介 木﨑文智 浜崎賢一 | 椛島洋介           | 2002年 10月7日     |
| #02                    | 重力の使命         | 志茂文彦           | 鈴木信吾                   | 土屋浩幸           | 石野聡                     | 大塚健             | 10月21日           |
| #03                    | 迷宮               | 志茂文彦           | しまづ聡行                 | 西山明樹彦         | 津熊健徳 斉藤良成          | -                  | 10月28日           |
| #04                    | 塔の中の姫君       | 志茂文彦           | 福多潤                     | 椛島洋介 羽生尚靖  | 椛島洋介                   | 椛島洋介           | 11月4日            |
| #05                    | 笑わない少女       | 志茂文彦           | 奥野健                     | 神戸洋行           | 神戸洋行                   | 椛島洋介           | 11月11日           |
| #06                    | 斗牙の休日         | 吉村清子           | 大篭之仁                   | 西山明樹彦         | 井上哲                     | 木崎文智           | 11月18日           |
| #07                    | 渚のドリル少女     | 冨岡淳広           | 蒼井啓                     | 山田弘和           | 河野悦隆                   | 斉藤良成           | 11月18日           |
| #08                    | 超重戦場           | ほそのゆうじ       | 大塚健                     | 紅優 木村寛        | 浜崎賢一                   | 椛島洋介           | 11月25日           |
| #09                    | 遠い抱擁           | 志茂文彦           | 鈴木信吾                   | 鈴木信吾           | 鈴木信吾                   | 鈴木信吾           | 12月2日            |
| #10                    | 亀裂               | 志茂文彦           | 坂田純一                   | 岡崎ユキオ         | 斉藤良成 田村勝之 神戸洋行 | -                  | 12月2日            |
| #11                    | うしなわれたもの   | 志茂文彦           | 永田正美                   | 西山明樹彦         | 神戸洋行 井上哲            | 神戸洋行           | 12月9日            |
| #12                    | 君がいるから       | 志茂文彦           | 大篭之仁                   | 白石道太           | 丸山隆 神戸洋行 椛島洋介   | 田村勝之           | 12月9日            |
| #13                    | しろがねの牙       | ほそのゆうじ       | 大張正己 大篭之仁          | 大張正己           | 椛島洋介                   | 椛島洋介           | 12月16日           |
| 超重神グラヴィオンZwei |                    |                    |                            |                    |                            |                    |                    |
| EPISODE 01             | 超重神再臨         | 吉村清子           | 大張正己 大塚健            | 大張正己           | 石野聡                     | 大塚健             | 2004年 1月8日      |
| EPISODE 02             | 麗しき再会         | 志茂文彦           | 大篭之仁                   | 大篭之仁           | 清田竹一                   | 清田竹一           | 1月15日            |
| EPISODE 03             | 熱闘!愚裸美温泉!!  | ほそのゆうじ       | 蒼井啓                     | 大張正己           | 椛島洋介                   | 椛島洋介           | 1月22日            |
| EPISODE 04             | 波の底より         | 吉村清子           | しまづ聡行                 | 立花一輝           | 渡辺邦州                   | 牟田口裕基         | 1月29日            |
| EPISODE 05             | 夢みる孤島         | 吉村清子           | しまづ聡行                 | 斉藤良成           | 斉藤良成                   | 斉藤良成           | 2月5日             |
| EPISODE 06             | 嘆きのロザリオ     | 吉村清子           | 鈴木信吾                   | 浜崎賢一           | 浜崎賢一                   | 椛島洋介           | 2月12日            |
| EPISODE 07             | 砕かれた女神       | 吉村清子           | 永田正美 大張正己          | 大張正己           | 石野聡                     | 大塚健             | 2月19日            |
| EPISODE 08             | 重力が衰えるとき   | ほそのゆうじ       | 鈴木信吾                   | 大篭之仁           | みうらたけひろ             | 牟田口裕基         | 2月26日            |
| EPISODE 09             | 紅ノ牙             | 志茂文彦           | とよますたかひろ           | 斉藤良成           | 友岡新平                   | 斉藤良成           | 3月4日             |
| EPISODE 10             | 太陽の炎           | ほそのゆうじ       | 大張正己 大塚健            | 椛島洋介           | 椛島洋介                   | 椛島洋介           | 3月11日            |
| EPISODE 11             | 創星機             | 吉村清子           | 大篭之仁                   | 大篭之仁           | みうらたけひろ             | 牟田口裕基         | 3月18日            |
| EPISODE 12             | 魂の凱歌           | 志茂文彦           | 鈴木信吾 大張正己 大籠之仁 | 大張正己           | 石野聡 椛島洋介            | 椛島洋介           | 3月25日            |

## 放送局
| 放送地域               | 放送局             | 放送期間                 | 放送日時           | 放送系列           | 備考               |
| 超重神グラヴィオン     | 超重神グラヴィオン | 超重神グラヴィオン       | 超重神グラヴィオン | 超重神グラヴィオン | 超重神グラヴィオン |
| ---------------------- | ------------------ | ------------------------ | ------------------ | ------------------ | ------------------ |
| 関東広域圏             | フジテレビ         | 2002年10月7日 - 12月16日 | 月曜 26:10 - 26:40 | フジテレビ系列     |                    |
| 超重神グラヴィオンZwei |                    |                          |                    |                    |                    |
| 神奈川県               | tvk                | 2004年1月8日 - 3月25日   | 木曜 24:15 - 24:45 | 独立UHF局          |                    |
| 日本全域               | キッズステーション | 2004年1月9日 - 3月26日   | 金曜 24:00 - 24:30 | CS放送             | リピート放送あり   |
| 埼玉県                 | テレビ埼玉         | 2004年1月10日 - 3月27日  | 土曜 24:50 - 25:20 | 独立UHF局          |                    |
| 千葉県                 | ちばテレビ         | 2004年1月11日 - 3月28日  | 日曜 24:00 - 24:30 | 独立UHF局          |                    |
| 兵庫県                 | サンテレビ         | 2004年1月12日 - 3月29日  | 月曜 24:00 - 24:30 | 独立UHF局          |                    |
| 三重県                 | 三重テレビ         | 2004年1月12日 - 3月29日  | 月曜 25:30 - 26:00 | 独立UHF局          |                    |

## 小説
1. 「超重神グラヴィオン 1」志茂文彦、メディアファクトリー、2002年、ISBN 978-4-8401-0654-2
2. 「超重神グラヴィオン 2」志茂文彦、メディアファクトリー、2002年、ISBN 978-4-8401-0688-7
3. 「超重神グラヴィオンツヴァイ 1」志茂文彦、メディアファクトリー、2004年、ISBN 978-4-8401-1037-2
4. 「超重神グラヴィオンツヴァイ 2」志茂文彦、メディアファクトリー、2004年、ISBN 978-4-8401-1048-8

## 関連作品
スーパーロボット大戦シリーズ
シミュレーションRPGシリーズ。本作のキャラクターやロボットが登場し、シナリオには本作の物語要素もいくつか組み込まれている。
2008年9月25日発売の『スーパーロボット大戦Z』（PlayStation 2）とその続編である『第2次スーパーロボット大戦Z 破界篇/再世篇』（PlayStation Portable前編『破界篇』2011年4月14日発売、後編『再世篇』2012年4月5日発売）に登場。
『スーパーロボット大戦X-Ω』（iOS / Android）では2020年2月にコラボイベントが開催され、大張がモーション制作用に絵コンテを書き下ろしている。
スパロボオリジナルの敵メカ「グラビリオン」が企画された際、本作と名前が似ているという理由で登場が見送られたことがある。後にテレビアニメ『スーパーロボット大戦OG ジ・インスペクター』制作に際し本作の監督である大張が監督を担当することとなり、日の目を見たというエピソードがある。また、同作に登場した「ソルグラビリオン」は、ソルグラヴィオンから名前を取っており、斗牙やエイジにそっくりなパイロットが搭乗した。
パチスロ 超重神グラヴィオン
2011年1月にロデオよりリリースされたパチスロ5号機。
パチスロ公式サイトの大張正己インタビューで、パチスロのために映像の新規描き下ろし（全体の4分の3）および新曲の作成を行ったことを語っている。